# Godshuis Van Campen Sucx

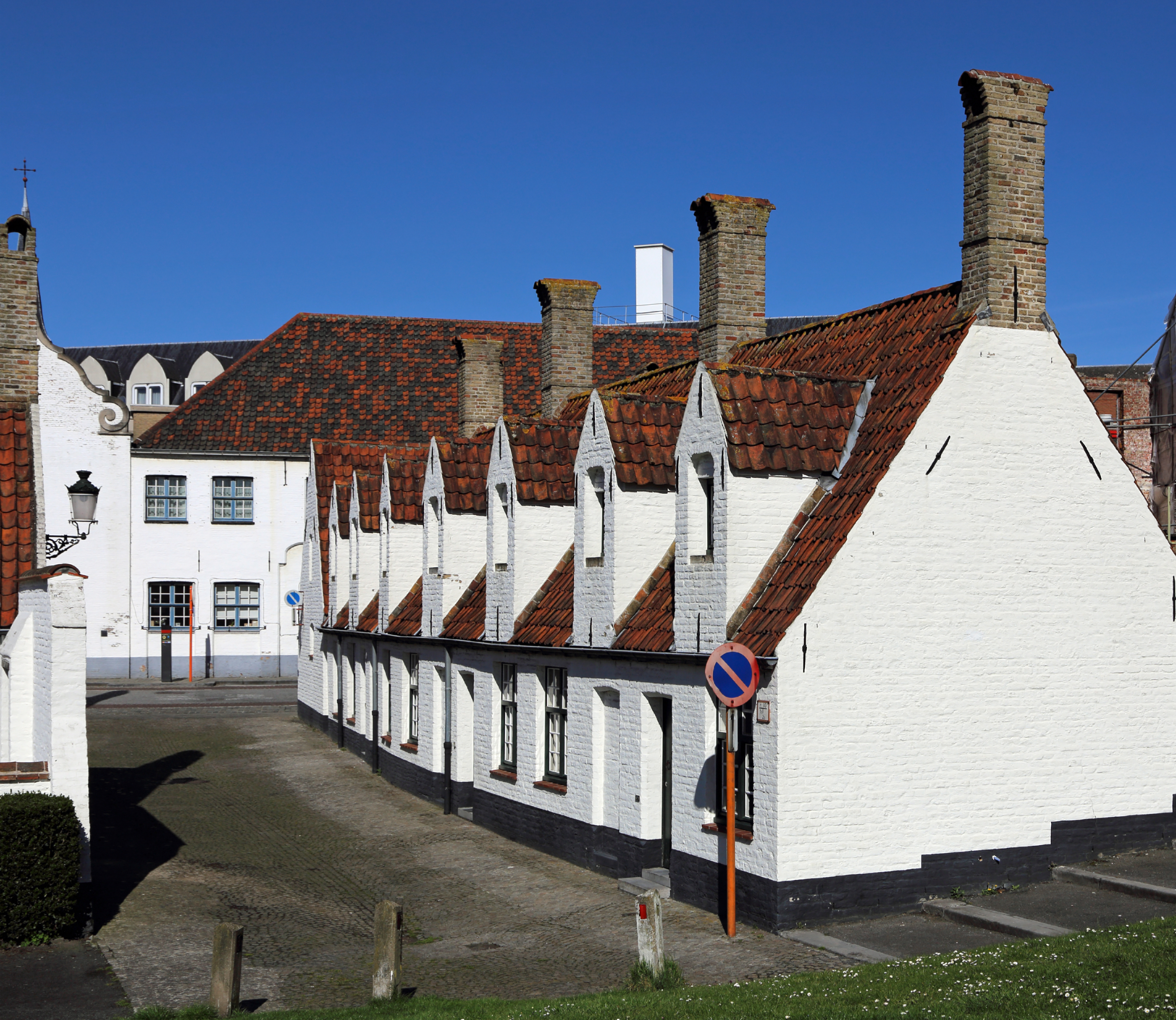

Stichting Van Campen is een Brugs godshuizencomplex uit de vijftiende eeuw.

## Geschiedenis
Pieter van Campen, schepen van de stad Brugge in 1431 en 1433, bouwde tien huisjes op de hoek van de Boeveriestraat (drie huisjes) en het Raemstraetkin, later Gloribusstraat (zeven huisjes). De huisjes werden door zijn weduwe in 1436 aan de armendis van de Sint-Walburgakerk geschonken. 
In 1649 schonken de gebroeders Jan en Pieter Sucx een bedrag dat toeliet drie van de bewoners te onderhouden. De naam Sucx werd aan die van de stichter toegevoegd.
In 1796 werden de godshuisjes eigendom van de Commissie van Burgerlijke Godshuizen. In 1987-89 werden ze grondig gerestaureerd. Volgens monumentenzorgers was de restauratie al te grondig en ging het eigenlijk om een volledige reconstructie van de huizen, waarbij de balklagen en het dakgebinte verdwenen. De huisjes werden gereduceerd tot één woning in de Boeveriestraat en twee in de Gloribusstraat.
Het godshuis Van Camp is sinds 1974 beschermd als monument.